# サカクラゲン
サカクラ ゲン（本名：坂倉 元〈さかくら はじめ〉、1960年10月30日　-　）は日本のサッカージャーナリスト、サッカー解説者、サッカー指導者。「ゲン」は「元」の音読みである。

## 略歴
出生地は佐賀県だが生後すぐに福岡県に転居し、その後も家庭の事情で各地に転居する。福岡市社会人リーグの選手、監督を経て、福岡県サッカー協会のもと女子サッカーの普及に携わる。2004年度には福岡県U18女子代表コーチとして第8回全日本女子ユース (U-18)サッカー選手権大会に出場を果たした。
同時にサッカージャーナリストとしても活動し、主にサガン鳥栖の記事の寄稿、テレビ中継の解説などを行なっている。このうち、Jリーグ公式ファンサイト「J's GOAL」の試合前のプレビューや試合後のレポートでは、「読者諸兄には○○することをお許しいただきたい」と断りを入れたり、「サッカーは○○である」「サッカーは○○なのだから」と締めくくるなど、独特な表現をするのが特徴。「だ・である」調で書くのが通例な中で「です・ます」調で書いたこともある（不評だったのか、数試合分で「だ・である」調に戻している）。試合のみどころなどは表立って取り上げないような隠れた注目点をピックアップすることがある。
日本サッカー協会3級審判資格・日本サッカー協会公認B級コーチ資格所持者。

## 寄稿
いずれもサガン鳥栖の担当である。
- J's GOAL
- サッカーダイジェスト
- サッカーマガジン
- EL GOLAZO

## 出演番組
- かちかちワイド（サガテレビ）※毎週月曜日
- stsスーパーニュース（サガテレビ）※毎週月曜日
- Jリーグ中継（スカパー！）※解説（サガン鳥栖ホームゲーム）